# Beniamino Stella
Beniamino Stella (nascut el 18 d'agost de 1941) és un arquebisbe italià de l'Església Catòlica, actual prefecte de la Congregació pel Clergat.

## Biografia
Beniamino Stella va néixer a Pieve di Soligo, província de Treviso, Itàlia. El 1960 es traslladà a Roma, on estudià a la Universitat Pontifícia Lateranense. Va ser ordenat prevere el 19 de març de 1966 pel bisbe Costantino Stella. Després de graduar-se en dret canònic, el bisbe Albino Luciani el destinà a l'Acadèmia Pontifícia Eclesiàstica. Ingressà al cos diplomàtic de la Santa Seu el 1970, treballant a les nunciatures de Santo Domingo, Zaire i Malta. El 1987 Stella va ser nomenat arquebisbe titular de Midila pel Papa Joan Pau II, que també seria el seu principal consagrador, amb l'arquebisbe Eduardo Martínez Somalo i el bsibe Jean Pierre Marie Orchampt com a co-consagradors.
Durant els anys següents serví com a nunci apostòlic a la República del Congo i delegat apostòlic al Txad (1987); a Cuba (1992) i a Colòmbia (1999). El 13 d'octubre de 2007 el Papa Benet XVI el nomenà President de l'Acadèmia Pontifícia Eclesiàstica, la prestigiosa institució que forma els diplomàtics de la Santa Seu, càrrec que ocupà fins que el Papa Francesc el nomenà Prefecte de la Congregació pel Clergat el 21 de setembre de 2013.
El 30 de novembre de 2013, el Papa Francesc el nomenà membre de la Congregació per a l'Educació Catòlica. El 16 de desembre de 2013 va ser nomenat membre de la Congregació pels Bisbes. El gener de 2014 s'anuncià que seria elevat al Col·legi Cardenalici en el següent consistori, a celebrar el 22 de febrer de 2014, rebent el títol dels Santi Cosma e Damiano.